# Crimond
Crimond, schottisch-gälisch: Crìoch Mhonadh ist eine Ortschaft in der schottischen Council Area Aberdeenshire. Sie liegt etwa jeweils zwölf Kilometer südöstlich von Fraserburgh und nordwestlich von Peterhead nahe der Nordseeküste. Etwa 2,5 Kilometer nordöstlich befindet sich Loch Strathbeg.

## Geschichte
Zwei Steinkreise, Netherton of Logie nordwestlich und Berrybrae westlich der Ortschaft, belegen die frühzeitliche Besiedlung der Umgebung. Die erste Kirche am Standort entstand möglicherweise bereits im Jahre 1262 durch Richard de Potton, Bischof von Aberdeen. Die mittelalterliche Kirche wurde mit dem Bau der heutigen Crimond Parish Church im Jahre 1812 obsolet und ist nur noch als Ruine erhalten.
Spätestens seit dem 16. Jahrhundert ist das nördlich von Crimond gelegene Anwesen Cairness bekannt. Im Laufe der 1780er Jahre entstand dort das heutige Herrenhaus Cairness House. Im 17. Jahrhundert zählte das nordwestlich gelegene Anwesen Crimonmogate zu den Besitztümern der Earls of Erroll. Im Laufe der 1820er Jahre entstand dort das von Archibald Simpson entworfene Crimonmogate House.
Um die Mitte des 19. Jahrhunderts schrieb Jessie Seymour Irvine, die Tochter des Dorfpfarrers, die heute nach der Ortschaft benannte Melodie, die im Vereinigten Königreich häufig zur Vertonung von Psalm 23 Verwendung findet. Im Laufe des Zweiten Weltkriegs errichtete die Royal Navy bei Crimond die RNAS Rattray. In einem Abschnitt der heute aufgelassenen Einrichtung wurde ein Motodrom für Autorennen eröffnet.
Zwischen 1961 und 1981 verachtfachte sich die Einwohnerzahl Crimonds auf 1002. Nachdem sie dann über zwei Jahrzehnte rückläufig war, wurde im Rahmen der Zensuserhebung 2011 ein leichter Anstieg auf 850 Einwohner verzeichnet.

## Verkehr
Die passierende Fernverkehrsstraße A90 (Edinburgh–Fraserburgh) bindet Crimmond direkt an. Innerhalb kurzer Strecke sind außerdem die A952 sowie die A981 erreichbar.